# أليكس هولاند
أليكس هولاند (بالإنجليزية: Alex Holland)‏ هو لاعب كرة قدم أسترالية أسترالي، ولد في 19 أبريل 1884، وتوفي في 28 نوفمبر 1933.

## وصلات خارجية
- أليكس هولاند على موقع AustralianFootball.com (الإنجليزية)
- أليكس هولاند على موقع AFLtables.com (الإنجليزية)